# Ayaka Yamashita
Ayaka Yamashita (jap. 山下 杏也加, Yamashita Ayaka; * 29. September 1995 in Adachi) ist eine japanische Fußballnationalspielerin.

## Karriere

### Verein
Sie begann ihre Karriere bei Nippon TV Beleza. Sie trug 2015, 2016, 2017 und 2018 zum Gewinn der Nihon Joshi Soccer League bei. 2019 gewann sie mit NTV die erstmals ausgetragene AFC Women’s Club Championship.

### Nationalmannschaft
Im Jahr 2015 debütierte Yamashita für die japanischen Nationalmannschaft. Ihren ersten Einsatz hatte sie im zweiten Gruppenspiel der Ostasienmeisterschaft 2015, das mit 1:2 gegen Südkorea verloren wurde. Sie stand aber auch beim abschließenden 2:0-Sieg gegen China im Tor, wodurch die Nadeshiko  Dritte wurden. Bei der erfolglosen Qualifikation für die Olympischen Spiele 2016 stand sie nur beim 6:1-Sieg gegen den schwächsten Gegner Vietnam im Tor.
Bei der Ostasienmeisterschaft 2017, die für die Japaner auf Platz 2 endete, stand sie ohne Einsatz im Kader.
Sie wurde in den Kader der Asienmeisterschaft der Frauen 2018 berufen und kam bei der erfolgreichen Titelverteidigung in den drei Gruppenspielen und im Finale zum Einsatz. Bei den gewonnenen Asienspielen 2018 stand sie nur im ersten Gruppenspiel nicht im Tor.
Beim Gewinn der Ostasienmeisterschaft 2019 stand sie nur im ersten Gruppenspiel nicht im Tor.
Bei der WM 2019 stand sie in den vier Spielen der Nadeshiko im Tor. Durch eine 1:2-Niederlage gegen Europameister Niederlande schieden sie bereits im Achtelfinale aus.
Beim Gewinn der Ostasienmeisterschaft 2019 stand sie im zweiten und dritten Gruppenspiel im Tor.
Sie wurde ebenfalls für Kader für die Olympischen Spiele in Tokio nominiert. Bei den Spielen stand sie nur beim 1:1 im ersten Gruppenspiel gegen den späteren Olympiasieger Kanada nicht im Tor.  Sie schied mit ihrer Mannschaft im Viertelfinale gegen Schweden aus.
Im Januar 2022 wurde sie in den Kader für die Asienmeisterschaft 2022 berufen. Beim Turnier, das für Japan nach einer Niederlage im Elfmeterschießen gegen China endete, kam sie in zwei Gruppen- und zwei K.-o.-Spielen zum Einsatz. Mit dem Einzug ins Halbfinale konnten sich die Japanerinnen für die WM 2023 qualifizieren.
Am 13. Juni 2023 wurde sie für die WM-Endrunde nominiert.  Bei der WM, die für die Japanerinnen mit einer Viertelfinalniederlage gegen Schweden endete, kam sie in den fünf Spielen zum Einsatz und blieb in den Gruppenspielen ohne Gegentor.

## Errungene Titel

### Mit der Nationalmannschaft
- Asienmeisterschaft: 2018
- Asienspiele: 2018
- Ostasienmeisterschaft 2019

### Mit Vereinen
- Nihon Joshi Soccer League: 2015, 2016, 2017, 2018, 2019
- AFC Women’s Club Championship 2019